# 382238 Euphemus
382238 Euphemus este o planetă minoră (asteroid) din Asteroid troian al lui Jupiter. A fost descoperită pe 8 iulie 2011 la  de Leonid Elenin⁠(d). 
Obiectul prezintă o orbită caracterizată de o semiaxă mare de 5,1184750632642 UAi, o excentricitate de 0,071, o înclinație de 12,4 ° în raport cu ecliptica.